# Indianapolis Motor Speedway Hall of Fame Museum
O Indianapolis Motor Speedway Hall of Fame Museum é um museu e salão da fama localizado no interior do Circuito de Indianápolis, Indiana. O museu está diretamente ligado ao Indy 500, mas abriga exposições permanentes de várias modalidades automobilísticas, incluindo exposições sobre a história do automóvel.
Em 2006, o local, que tem aproximadamente 2787 m², celebrou seu 50º aniversário. O museu possui carros de ex-pilotos vencedores da modalidade, que são expostos regularmente no local. Ele pertence e é administrado pela Indianapolis Motor Speedway Foundation, Inc. e teve início em 1956. Desde 1976, está no mesmo prédio, no campo de corridas da Indy, e fica aberto durante todo o ano.

## História
A primeira instalação do museu no Indianapolis Motor Speedway foi concluída em 7 de abril de 1956. O imóvel ficava na esquina sudoeste da propriedade, entre a 16ª rua e a estrada Georgetown, ao lado do circuito oval. Suas exposições incluíram o carro de Ray Harroun, vencedor Indy 500, entre outros veículos. Karl Kizer foi o primeiro curador, em uma época em que haviam apenas seis carros disponíveis nas visitas. Ao longo do tempo, dezenas de carros foram doados e adquiridos e a administração percebeu que o prédio não tinha tamanho suficiente para comportar as estruturas. De acordo com o publicista da Speedway, Al Bloemker, em 1961, o museu estava tendo uma média de 5.000 visitantes por semana (não incluindo as multidões do mês de maio, mês que marca o principal evento da disputa em Indianapolis).
Em 1975, o Indianapolis Motor Speedway montou um novo edifício de museu e administração de 8.900m2, localizado ao lado da pista. O edifício branco de dois andares foi feito de quartzo de Wyoming, e junto com o museu, foi construído um espaço de escritórios, além de bilheteria, loja de presentes e departamento de fotografia. O local foi oficialmente aberto ao público em 5 de abril de 1976. Na época, o antigo prédio foi mantido e destinado a escritórios administrativos.
O museu, que representa toda a instalação, foi colocado no Registro Nacional de Lugares Históricos em 1975 e designou um marco histórico nacional em 1987.
No verão de 1993, o edifício do antigo museu foi parcialmente demolido. Em seu lugar, um prédio administrativo multimilionário foi erguido. Os escritórios e o ponto de venda de bilhete foram transferidos para fora o mais recente prédio. Isso liberou espaço no museu para uma loja de presentes expandida e outras exposições.
Em 1993, aconteceu uma exposição interativa ao ar livre. Para isso, o parque de estacionamento do museu foi ocupado, hospedando a primeira "Indy 500 Expo" durante as festividades de corrida. Em 1995, foi expandido e renomeado "Indy 500 FanFest". O festival foi interrompido em 1997, entretanto, recentemente, expositores menores patrocinados pela Chevrolet apresentaram carros anteriores e outras exposições.
Em 2016, iniciou-se um projeto de revitalização e modernização de 90 milhões de dólares para ampliar o chão do museu e adicionar exibições interativas. Nesse plano os escritórios foram retirados para dar lugar a mais 557 m² voltados para as exposições. Além disso, em abril de 2016, a instalação foi oficialmente renomeada como o Indianapolis Motor Speedway Museum.

## Exposições
O museu conta com mais de 75 carros que são exibidos de maneira rotativa. Isso acontece porque no local há uma restrição de espaço, então só uma parte da coleção pode ser exibida a cada temporada. Diversos carros ficam guardados no porão, mas somente convidados têm acesso a essa parte do museu. Alguns dos carros guardados no local, no entanto, não estão em boas condições e por isso, não participam dos eventos. Frequentemente, os carros são emprestados para exibições em outros locais, como museus, exposição de carros antigos entre outras atividades.
A coleção inclui mais de trinta carros vencedores em Indianapolis 500, outros veículos relacionados à Indy e vários carros de corrida de outras modalidades. Outros itens em exibição incluem troféus, como o Borg-Warner Trophy, que é dado para o vencedor das 500 milhas de Indianapolis, e o Wheeler-Schebler Trophy, que foi produzido pela Tiffany & Co (com um valor estimado de US$ 10 mil) e dado para o vencedor da primeira corrida de 300 milhas que aconteceu na pista em 1909. Além disso, lá estão placas, capacetes, luvas, roupas de motorista, uma coleção de modelos, brinquedos, pinturas e um acervo de mais de 4 milhões de fotografias.
Entre os carros expostos no Indianapolis Motor Speedway Museum existem alguns que se destacam. O veículo dirigido por Janet Guthrie, a primeira mulher a participar da Indy 500, é um deles. Outro é uma versão simplificada de um 1954 F1 Mercedes-Benz W196, que é considerado um dos carros mais valiosos do museu. O original, dirigido pelo piloto de Fórmula 1 Juan Manuel Fangio, foi vendido por 17,5 milhões de libras em um leilão. Outro carro da F1 que está exposto no local é um Stewart-Ford SF-2. O Duesenberg 1935 JN, um carro conversível de quatro portas, cujo somente três unidades foram fabricadas, é mais um dos destaques do museu.

### Carros vencedores da Indy 500[20][21][22]
- 1911 Marmon Wasp (vencedor do primeiro Indianapolis 500) (Ray Harroun) [23]
- 1912 National (Joe Dawson) [24]
- 1914 Delage (Rene Thomas)
- 1922 Duesenberg (Também venceu o Grande Prêmio francês de Le Mans em 1921, ano em que foi feita a pintura) (Jimmy Murphy) [25]
- 1925/1927 Duesenberg (dirigido por Peter DePaolo em 1925, e por George Souders em 1927.)
- 1928 Miller (Louis Meyer) [26]
- 1932 Miller-Hartz (Fred Frame)
- 1939–1940 Boyle Special Maserati (dirigido por Wilbur Shaw nos dois anos) [27]
- 1941 Noc-Out Hose Clamp Special (Floyd Davis/Mauri Rose)
- 1946 Thorne Engineering (George Robson)
- 1947–1948 Blue Crown Spark Plug Special (pilotado em ambos os anos por Mauri Rose)
- 1950 Wynn's Offy (Johnnie Parsons)
- 1951 Belanger Special (Lee Wallard)
- 1953–1954 Fuel Injection Offy (Bill Vukovich)
- 1955 John Zink Offy (Bob Sweikert)
- 1957–1958 Belond Special Offy (Dirigido por Sam Hanks em 1957, e por Jimmy Bryan em 1958)
- 1960 Ken Paul Special (replica) (Jim Rathmann)
- 1961 Bowes Seal Fast Offy (primeira das quatro vitórias de A. J. Foyt) [28]
- 1962 Leader Card Watson Roadster (Rodger Ward)
- 1963 Agajanian Watson Offy (Old Calhoun) (Parnelli Jones)
- 1964 Sheraton-Thompson Watson Offy (segunda das quatro vitórias de A. J. Foyt)
- 1967 Sheraton-Thompson Coyote Foyt (terceira das quatro vitórias de A. J. Foyt)
- 1968 Rislone Special Eagle (Bobby Unser) [29]
- 1969 STP Hawk Ford (replica) (Mario Andretti) [30]
- 1972 Sunoco McLaren (Mark Donohue)
- 1973 STP Eagle Offy (replica, primeira vitória de Gordon Johncock)
- 1977 Gilmore Racing Team Coyote/Foyt (última das quatro vitórias de A. J. Foyt) [31]
- 1978 First National City Traveler's Checks Lola/Cosworth (Al Unser, Sr.)
- 1980 Pennzoil Chapparal (Johnny Rutherford) [32]
- 1982 STP Wildcat/Cosworth (Gordon Johncock)
- 1983 Texaco Star (Tom Sneva)
- 1988 Pennzoil Z-7 Special (Rick Mears)
- 1990 Domino's Pizza Hot One Lola/Chevrolet (Arie Luyendyk) [26]
- 1995 Player's Ltd. Reynard/Ford Cosworth BX (Jacques Villeneuve)
- 1998 Rachel's Potato Chips Dallara/Aurora (Eddie Cheever)
- 1999 Powerteam Aurora (Kenny Bräck)